# Hohenlockstedt
Hohenlockstedt – miejscowość i gmina w Niemczech, w kraju związkowym Szlezwik-Holsztyn, w powiecie Steinburg, wchodzi w skład urzędu Kellinghusen.

## Współpraca
- Lapua, Finlandia